# Aruna

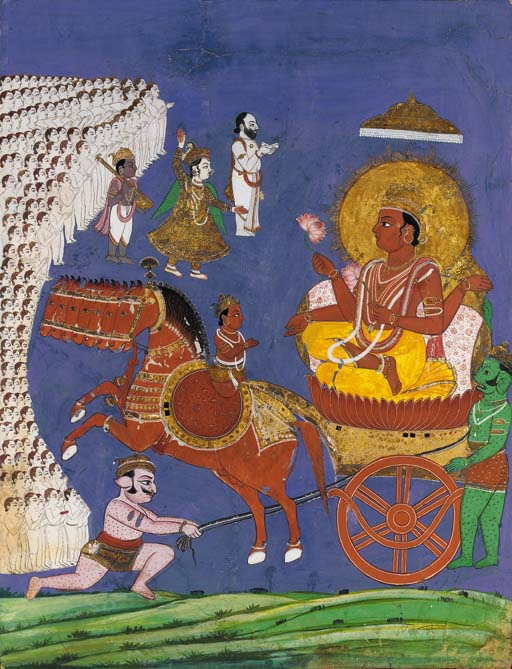
Aruna (Bildmitte) als Wagenlenker des Sonnengottes Surya

Aruna (Sanskrit अरुण IAST aruṇa, deutsch ‚Rot‘; thailändisch พระ อรุณ, RTGS Phra Arun) ist eine Gestalt aus der indischen Mythologie. Er ist Gott des Morgenrot und in manchen Erzählungen Wagenlenker des Sonnengottes Surya, in anderen eine Manifestation von Surya selbst. Aruna ist der Sohn des Kashyapa und der Vinata und damit Bruder des Garuda.
Von Aruna abgeleitet ist der männliche Vorname Arun.